# Поштове (Бердичівський район)
Пошто́ве — селище в Україні, у Краснопільській сільській громаді Бердичівського району Житомирської області. Населення становить 29 осіб.

## Назва
До 2010 року мало назву Поштове. Перейменоване на Хутір Поштовий рішенням Житомирської обласної ради від 18 березня 2010 року № 1062 «Про внесення змін в адміністративно-територіальний устрій Житомирської області». 8 вересня 2010 року Житомирська обласна рада рішенням №1202 скасувала перейменування села та повернула йому назву Поштове.

## Населення

### Мова
Розподіл населення за рідною мовою за даними перепису 2001 року:
| Мова       | Кількість | Відсоток |
| ---------- | --------- | -------- |
| українська | 29        | 100%     |